# Václav Kotrba
Václav Kotrba, křtěný Václav Antonín (2. dubna 1871 Praha – 1. prosince 1929 Praha) byl český knihtiskař, vydavatel, knihkupec a obchodník s hudebninami. Vydával zejména katolickou literaturu a časopisy, ale také kalendáře a hudebniny.

## Život
Jeho podnik nesl název Cyrillo-Methodějská knihtiskárna a nakladatelství V. Kotrba. Původně se jednalo o knihtiskárnu s knihkupectvím vedenou J. Zemanem, která přibližně od roku 1877 fungovala také jako vydavatelství. V roce 1891 převzal podnik Václavův otec Václav Kotrba starší, původně snad sazeč, a po jeho smrti v roce 1895 mladý Václav.